# Lagares (Fluss)
Der Rio Lagares ist ein nur etwa 18 Kilometer langer Küstenfluss in Galicien im Nordwesten Spaniens; er entspringt im Osten und mündet im Westen des Stadtgebiets von Vigo in die Ría de Vigo.

## Nebenflüsse
Der Río Lagares nimmt nur zwei kleine Bäche auf. Nach stärkeren oder lang anhaltenden Regenfällen bilden sich an den Hängen der Ría de Vigo weitere Rinnsale.

## Ökologie
Aufgrund seiner Kürze ist der Río Lagares ein vergleichsweise sauberer Fluss; sein flaches und sumpfiges Mündungsgebiet ist ein kleines Vogelparadies, in welchem auch verschiedene Fisch- und Krebsarten heimisch sind. Unmittelbar an der Küste befindet sich der Strand von Samil.

## Sehenswürdigkeiten
Im Stadtteil Castrelos quert eine einbogige mittelalterliche Steinbrücke den etwa fünf bis acht Meter breiten Fluss, an dessen Ufern sich auch einige wenige Waschhäuser (lavaderos) befinden. Auf den letzten sieben Kilometern wird sein Lauf von einem Wanderweg (paseo) gesäumt, der ein insgesamt etwa 40.000 Quadratmeter umfassendes Ufergelände (Senda Azul) durchquert.

## Weblinks

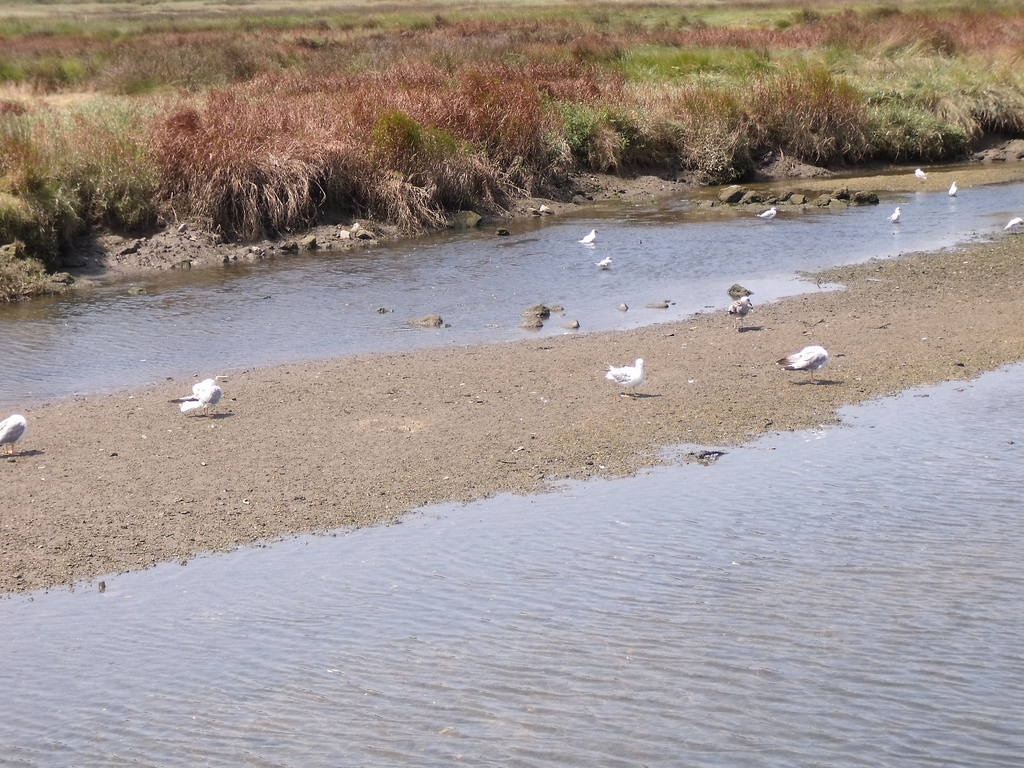
Mündungsgebiet des Río Lagares